# Джуліана Гаркаві
Джуліана Гаркаві (англ. Juliana Harkavy, нар. 1 січня 1985, Нью Йорк, США) — американська акторка. Вона відома тим, що зіграла Ребекку в «Історія дельфіна», і Алішу в телесеріалі «Ходячі мерці». Серед її ролей — головна роль у фільмі жахів «Остання зміна» та реприза ролі Ребекки у «Історія дельфіна 2». Вона регулярно знімалася в супергеройському серіалі The CW «Стріла», де грала Діну Дрейк/ Чорну Канарейку.

## Біографія
Гаркаві народилася в Нью-Йорку. Вона дочка Берти Карели, іммігрантки з Домініканської Республіки, і Майкла Гаркаві, колишнього старшого віце-президента Warner Bros. Entertainment Worldwide Publishing, Kids' WB Music і Warner Bros. Interactive Entertainment. Її професійна акторська кар'єра почалася, коли їй було 10 років. Гаркаві описувала себе як «домініканська єврейка».
Гаркаві дев'ять років стажувався в Молодих акторських просторах у Шерман-Окс, Каліфорнія. Вона відвідувала свій перший рік середньої школи у Французькому ліцеї Лос-Анджелеса, де вільно розмовляла французькою мовою, і частину навчання проходила на півдні Франції. Вона отримала атестат середньої школи в Мілкенській середній школі в Лос-Анджелесі, штат Каліфорнія. Після закінчення середньої школи Гаркаві вступила до Школи мистецтв Тіша при Нью-Йоркському університеті, де отримала спеціалізацію в театрі в студії Санфорда Мейснера.

## Кар'єра
Перша акторська робота Гаркаві була в 10 років у рекламі серіалу Fox Kids «Мурашки по шкірі», заснованому на популярному серіалі жахів. Її першою роллю у великому кіно була незазначена роль у версії 1995 року «Маленька принцеса» режисера Альфонсо Куарон.
Гаркаві знявся у фільмі 2011 року, «Якби ви тільки знав». Вона грає роль Джесіки Лорен у фільмі жахів «Остання зміна».
Гаркаві зіграв головну роль у короткометражному фільмі 2010 року Whatever Lola Wants . Номінована на премію «Найкраща жіноча роль» на кінофестивалі Canes University of Miami 2011. Гаркаві — зірка короткометражного фільму «Загублена лялька» режисера Джеймса Волберга.
Гаркаві зіграла Алішу, вижившу пов'язану з губернатором у «Ходячих мерцях» . Вона з'явилася в двох епізодах: «Dead Weight» і «Too Far Gone».
У 2016 році її взяли на роль детектива Тіни Боланд у п'ятому сезоні телешоу The CW «Стріла», справжнє ім'я якої — Діна Дрейк, яка виконує роль нової Чорної Канарки. Її підвищили до регулярної ролі в шостому сезоні серіалу, який почав транслюватися восени 2017 року.

## Особисте життя
Вона жила в Нью-Йорку, Нью-Мексико, Нью-Джерсі, Каліфорнії, Флориді та Франції. 13 червня 2020 року Гаркаві оголосила, що вона заручена з професійним гравцем на музичному інструменті сетар Олександром Меймандом. Вони одружилися 10 жовтня 2021 року.

## Фільмографія
| Рік       |    | Українська назва               | Оригінальна назва         | Роль             |
| --------- | -- | ------------------------------ | ------------------------- | ---------------- |
| 1995      | ф  | Маленька принцеса              | A Little Princess         | Дівчинка з Індії |
| 2005      | кф | Почервонів                     | Flushed                   | Групі            |
| 2006      | ф  | Любов сліпа                    | Love is Blind             | Кристал          |
| 2006      | ф  | Моя супер-колишня              | My Super Ex-Girlfriend    | Перехожий        |
| 2010      | с  | Болота                         | The Glades                | Емі              |
| 2010      | кф | Все, що хоче Лола              | Whatever Lola Wants       | Лола             |
| 2011      | ф  | Історія дельфіна               | Dolphin Tale              | Ребекка          |
| 2011      | ф  | Якби ти тільки знав            | If You Only Knew          | Луїза            |
| 2011      | тф | Великий Майк                   | Big Mike                  | Джанетт          |
| 2012      | ф  | Відчуття зсередини             | A Feeling from Within     | Стейсі           |
| 2013      | ф  | Пошук радості                  | Finding Joy               | Молода жінка     |
| 2013      | с  | Грейсленд                      | Graceland                 | Алекс            |
| 2013      | с  | Ходячі мерці                   | The Walking Dead          | Аліша            |
| 2014      | ф  | Історія дельфіна 2             | Dolphin Tale 2            | Ребекка          |
| 2014      | ф  | Шлюбний матеріал               | Marriage Material         | Меделін          |
| 2014      | ф  | Остання зміна                  | Last Shift                | Джессіка Лорен   |
| 2014      | с  | Константин                     | Constantine               | Сара             |
| 2015      | ф  | Щоб написати любов на її руках | To Write Love on Her Arms | Джессі           |
| 2016      | ф  | Будинок тіл                    | House of Bodies           | Тіша             |
| 2016      | тф | Під поверхнею                  | Below the Surface         | Келлі            |
| 2017—2020 | с  | Стріла                         | Arrow                     | Діна Дрейк       |
| 2017      | с  | Флеш                           | The Flash                 | Діна Дрейк       |
| 2017—2020 | с  | Легенди завтрашнього дня       | Legends of Tomorrow       | Діна Дрейк       |
| 2021      | ф  | Хто такий Святвечір?           | Who is Christmas Eve?     | Пем              |